# Hammatolobium lotoides
Hammatolobium lotoides är en ärtväxtart som beskrevs av Edward Fenzl. Hammatolobium lotoides ingår i släktet Hammatolobium och familjen ärtväxter. Inga underarter finns listade i Catalogue of Life.